# Sir Hugh Rose Island
Sir Hugh Rose Island är en ö i Indien.   Den ligger i unionsterritoriet Andamanerna och Nikobarerna, i den sydöstra delen av landet, 2 500 km sydost om huvudstaden New Delhi. Arean är 0,73 kvadratkilometer.
Terrängen på Sir Hugh Rose Island är platt. Öns högsta punkt är 43 meter över havet. Den sträcker sig 1,2 kilometer i nord-sydlig riktning, och 0,9 kilometer i öst-västlig riktning.